# Ophrys × morisii
L'ofride di Morisi (Ophrys × morisii (Martelli) G.Keller & Soó) è una pianta erbacea appartenente alla famiglia delle Orchidacee.
È un'entità di origine ibridogena (O. argolica subsp. crabronifera × O. sphegodes).

## Etimologia
L'epiteto specifico è un omaggio al botanico sardo Giuseppe Giacinto Moris (1796 – 1869).

## Descrizione
È una pianta erbacea alta da 20 a 40 cm. La forma biologica è geofita bulbosa (G bulb), ossia è una pianta perenne che porta le gemme in posizione sotterranea. Durante la stagione avversa non presenta organi aerei e le gemme si trovano in organi sotterranei chiamati bulbi o tuberi, strutture di riserva che annualmente producono nuovi fusti, foglie e fiori. È un'orchidea terrestre in quanto contrariamente ad altre specie, non è “epifita”, ossia non vive a spese di altri vegetali di maggiori proporzioni.

### Radici
Le radici sono fascicolate e secondarie da bulbo e consistono in sottili fibre radicali posizionate nella parte superiore dei bulbi.

### Fusto
- Parte ipogea: la parte sotterranea del fusto è composta da due tuberi bulbosi a forma ovoidale e arrotondati; il primo svolge delle importanti funzioni di alimentazione, mentre il secondo raccoglie materiali nutritizi di riserva per lo sviluppo della pianta che si formerà nell'anno venturo.
- Parte epigea: la parte aerea del fusto è semplice, eretta, e slanciata.

### Foglie
Sono presenti sia foglie radicali formanti una rosetta basale, che foglie cauline del tipo amplessicaule; in totale le foglie sono da 4 a 6. La forma delle foglie è ovato-oblunghe di colore verde-grigio. Sulla pagina fogliare sono presenti delle nervature parallele disposte longitudinalmente (foglie di tipo parallelinervie).

### Infiorescenza
L'infiorescenza è “indefinita” (senza fiore apicale o politelica) del tipo spiciforme con 4-10 fiori in disposizione lassa. Questi ultimi sono posti alle ascelle di brattee a forma lanceolata; sono lunghe come l'ovario. I fiori inoltre sono resupinati, ruotati sottosopra; in questo caso il labello è volto in basso.

### Fiore

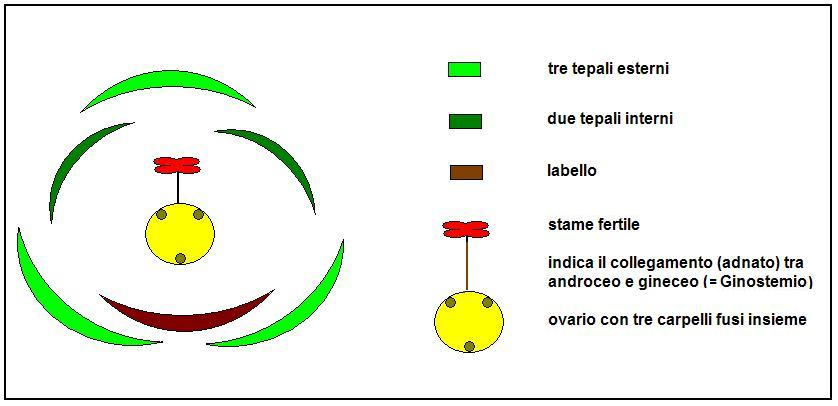
Diagramma fiorale

I fiori sono ermafroditi ed irregolarmente zigomorfi, pentaciclici (perigonio a 2 verticilli di tepali, 2 verticilli di stami (di cui uno solo fertile – essendo l'altro atrofizzato), 1 verticillo dello stilo).
- Formula fiorale: per queste piante viene indicata la seguente formula fiorale:

X, P 3+3, [A 1, G (3)], infero, capsula
- Perigonio: il perigonio è composto da 2 verticilli con 3 tepali (o segmenti) ciascuno (3 interni e 3 esterni). I tre segmenti esterni sono patenti a forma oblunga. I due tepali interni (il terzo, quello centrale, chiamato labello, è molto diverso da tutti gli altri) sono più piccoli a forma oblunga-triangolare e con bordi ondulati e cigliati. Questi tepali sono disposti in modo alternato a quelli esterni. Colore dei tepali esterni: da bianco a rosa intenso con nervature centrali verdi. Colore dei tepali interni: sono più scuri (rosa forte, giallo-arancione e fucsia).
- Labello: il labello (la parte più vistosa del fiore) ha una forma variabile da intera a triloba. In questa specie non è presente lo sperone, mentre le gibbosità della zona centrale del labello sono ben evidenti. Nella parte terminale del labello è presente un “apicolo” verde a forma acuta rivolto in avanti. Colore del labello: da fulvo a bruno scuro; peloso e più chiaro ai bordi (rossiccio); al centro è presente una macchia a forma più o meno di “H” o “X” (moltissimo variabile), a colori più chiari (dal grigio-plumbeo al grigio-giallastro quasi rossiccio) circondata da bordi ancora più chiari.
- Ginostemio:  lo stame con le rispettive antere (in realtà si tratta di una sola antera fertile biloculare – a due logge) è concresciuto (o adnato) con lo stilo e lo stigma e forma una specie di organo colonnare chiamato "ginostemio"[6]. Quest'organo, simili a un becco corto e acuminato, è posizionato all'interno-centro del fiore sopra la cavità stigmatica ai lati della quale sono presenti due pseudo-occhi. Il polline ha una consistenza gelatinosa; e si trova nelle due logge dell'antera, queste sono fornite di una ghiandola vischiosa (chiamata retinacolo). I pollinii sono inseriti su due retinacoli distinti tramite delle caudicole, mentre i retinacoli sono protetti da due borsicole[7].
- Ovario: l'ovario, sessile in posizione infera  è formato da tre carpelli fusi insieme[4]. L'ovario non è contorto.
- Fioritura: da marzo ad aprile.

### Frutti
Il frutto è una capsula deiscente: a maturità la capsula si divide lungo la circonferenza per lasciare uscire i semi. I semi sono numerosi, molto minuti e piatti. Sono privi di endosperma e gli embrioni contenuti in essi sono poco differenziati in quanto formati da poche cellule. Queste piante vivono in stretta simbiosi con micorrize endotrofiche, questo significa che i semi possono svilupparsi solamente dopo essere infettati dalle spore di funghi micorrizici (infestazione di ife fungine). Questo meccanismo è necessario in quanto i semi da soli hanno poche sostanze di riserva per una germinazione in proprio.

## Biologia
La riproduzione di questa pianta avviene in due modi: 
- per via sessuata grazie all'impollinazione entomogama: l'insetti impollinatori sono generalmente imenotteri apoidei del genere Andrena o di altri generi[3] (in questo caso specifico si tratta delle specie  Anthophora sichelii[9]) che riconoscono (o credono di riconoscere) nella figura disegnata sul labello una propria femmina e quindi tentano una copulazione col solo risultato di trasferire il polline da un individuo floreale all'altro. Anche il profumo emesso dall'orchidea imita i ferormoni dell'insetto femmina per incitare ulteriormente l'insetto maschio all'accoppiamento. Questo fiore è privo di nettare per cui a impollinazione avvenuta l'insetto non ottiene nessuna ricompensa; questa specie può quindi essere classificata tra i “fiori ingannevoli”[10] e il tipo di impollinazione viene definita come impollinazione a pseudo-copulazione. La successiva germinazione dei semi è condizionata dalla presenza di funghi specifici (i semi sono privi di albume – vedi sopra). La disseminazione è di tipo anemocora.
- per via vegetativa in quanto uno dei due bulbi possiede la funzione vegetativa per cui può emettere gemme avventizie capaci di generare nuovi individui (l'altro bulbo generalmente è di riserva).

## Distribuzione e habitat
- Geoelemento: il tipo corologico (area di origine) è Endemico.
- Distribuzione: questa orchidea si trova solamente in Sardegna e Corsica.
- Habitat: l'habitat tipico di questa pianta sono le garighe, le macchie e le radure boschive in zone luminose.
- Distribuzione altitudinale: sui rilievi queste piante si possono trovare fino a 1000 m s.l.m.; frequentano quindi il piano vegetazionale collinare.

## Tassonomia

### Variabilità
La forma e il disegno del labello in questa orchidea sono molto variabili.

### Sinonimi
Questa entità ha avuto nel tempo diverse nomenclature:
- Ophrys aranifera var. morisii Martelli
- Ophrys argolica subsp. morisii (Martelli) Kreutz
- Ophrys × breuerorum P.Delforge
- Ophrys crabronifera subsp. morisii (Martelli) H.Baumann & R.Lorenz
- Ophrys exaltata subsp.morisii (Martelli) Del Prete

## Conservazione
Come tutte le orchidee è una specie protetta e quindi ne è vietata la raccolta e il commercio ai sensi della Convenzione sul commercio internazionale delle specie minacciate di estinzione (CITES).